# Теория на полето (физика)
Вижте пояснителната страница за други значения на Теория на полето.
Класическата теория на полето е физическа теория за взаимодействието между поле и материя, което не отчита квантовите явления. Обичайно тя се разделя на релативистка и нерелативистка. Квантовите ефекти се отчитат в квантова теория на полето.